# Henry Porter (écrivain)
Pour les articles homonymes, voir Henry Porter et Porter.
Henry Porter, né en 1953, est un écrivain britannique, auteur de thriller.

## Biographie
Un temps éditeur au Sunday Times, il devient éditorialiste pour l'hebdomadaire The Observer comme spécialiste des libertés et les droits civiques. Il travaille aussi pour la version britannique du magazine américain Vanity Fair.
Il publie à plusieurs reprises des articles dans les journaux The Guardian, Evening Standard et dans l'édition dominicale du Daily Telegraph, le Sunday Telegraph.
En 2009, il participe à la fondation de The Convention on Modern Liberty (en).

## Œuvre

### Romans

#### SériePaul Sampson
- Firefly (2018)
- White Hot Silence (2019)
- The Old Enemy (2021)

#### Autres romans
- Remembrance Day (2000) Publié en français sous le titre Nom de code : Axiom day, Paris, Éditions Balland, 2003  (ISBN 2-7158-1481-X) ; réédition, Paris, Gallimard, coll. « Folio policier » no 360, 2005  (ISBN 2-07-030518-X)
- A Spy’s Life (2001) Publié en français sous le titre Une vie d'espion, Paris, Éditions Balland, 2003  (ISBN 2-7158-1438-0) ; réédition, Paris, Gallimard, coll. « Folio policier » no 323, 2004  (ISBN 2-07-030164-8)
- Empire State (2003) Publié en français sous le titre Empire State, Paris, Calmann-Lévy, coll. « Calmann-Lévy suspense », 2006  (ISBN 2-7021-3648-6) ; réédition, Paris, Gallimard, coll. « Folio policier » no 460, 2007  (ISBN 978-2-07-033753-8)
- Brandenburg (2005), aussi paru sous le titre Brandenburg Gate Publié en français sous le titre Brandebourg, Paris, Calmann-Lévy, 2008  (ISBN 978-2-7021-3886-1) ; réédition, Paris, Éditions Points, coll. « Points policier » no P2229, 2009  (ISBN 978-2-7578-1141-2)
- The Dying Light (2009) Publié en français sous le titre Lumière de fin, Paris, Calmann-Lévy, coll. « Robert Pépin présente », 2011  (ISBN 978-2-7021-4204-2) ; réédition, Paris, J'ai lu no 9961, 2012  (ISBN 978-2-290-05583-0)
- The Bell Ringers (2010)
- The Enigma Girl (2025)

## Prix et nomination

### Prix
- Prix CWA Ian Fleming Steel Dagger 2005 pour Brandebourg

### Nomination
- Prix Barry 2020 du meilleur thriller pour White Hot Silence[1]